# Pachycondyla villosa
Pachycondyla villosa är en myrart som först beskrevs av Fabricius 1804.  Pachycondyla villosa ingår i släktet Pachycondyla och familjen myror.

## Underarter
Arten delas in i följande underarter:
- P. v. inversa
- P. v. villosa

## Bildgalleri

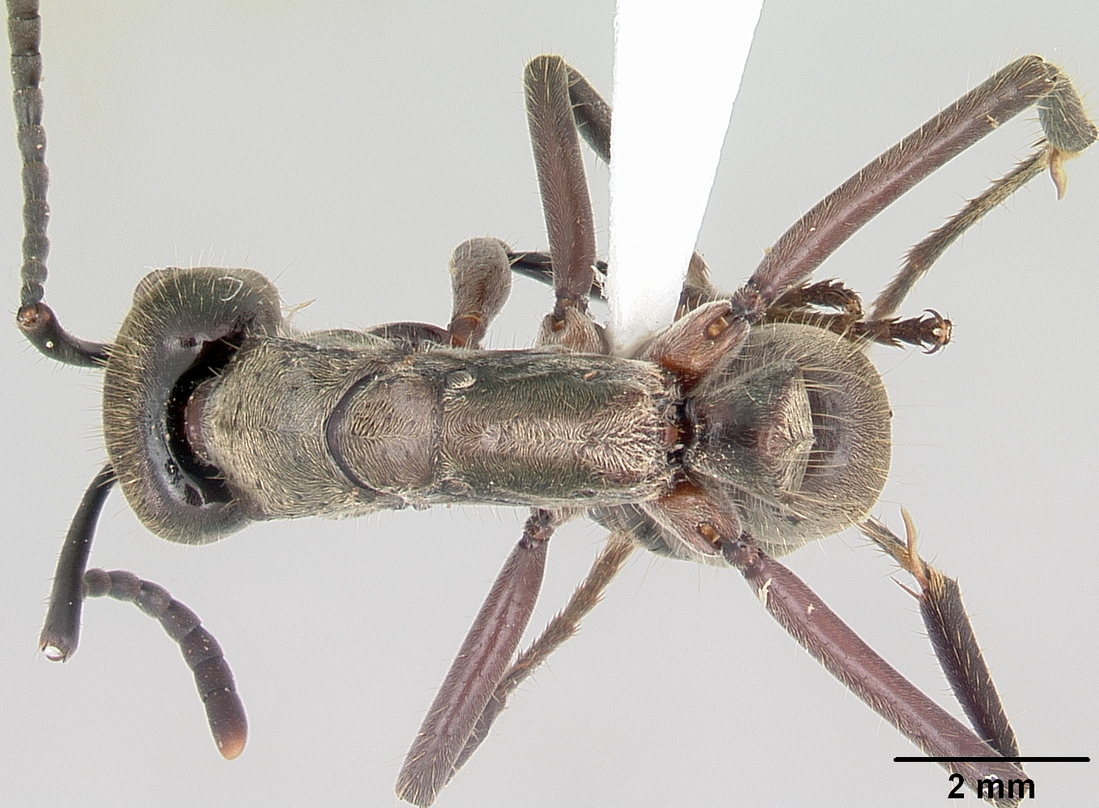
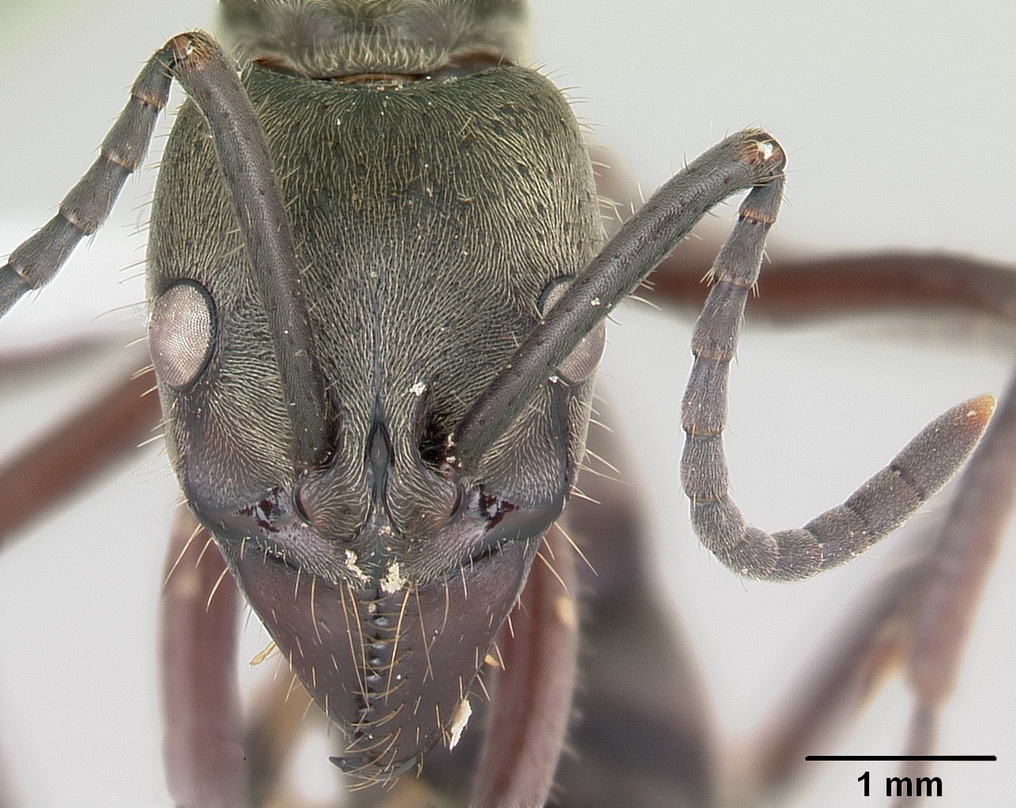
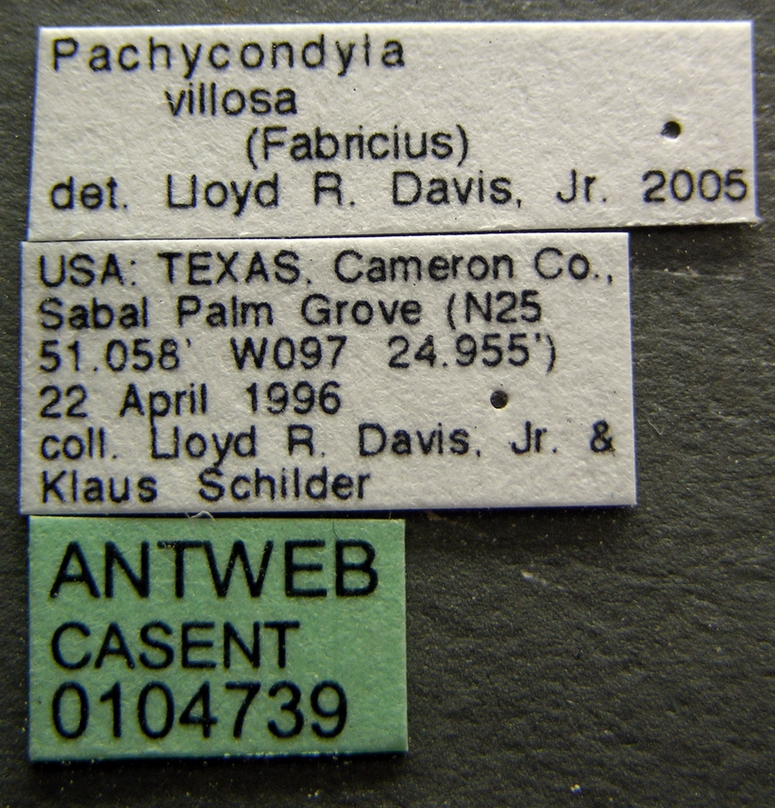
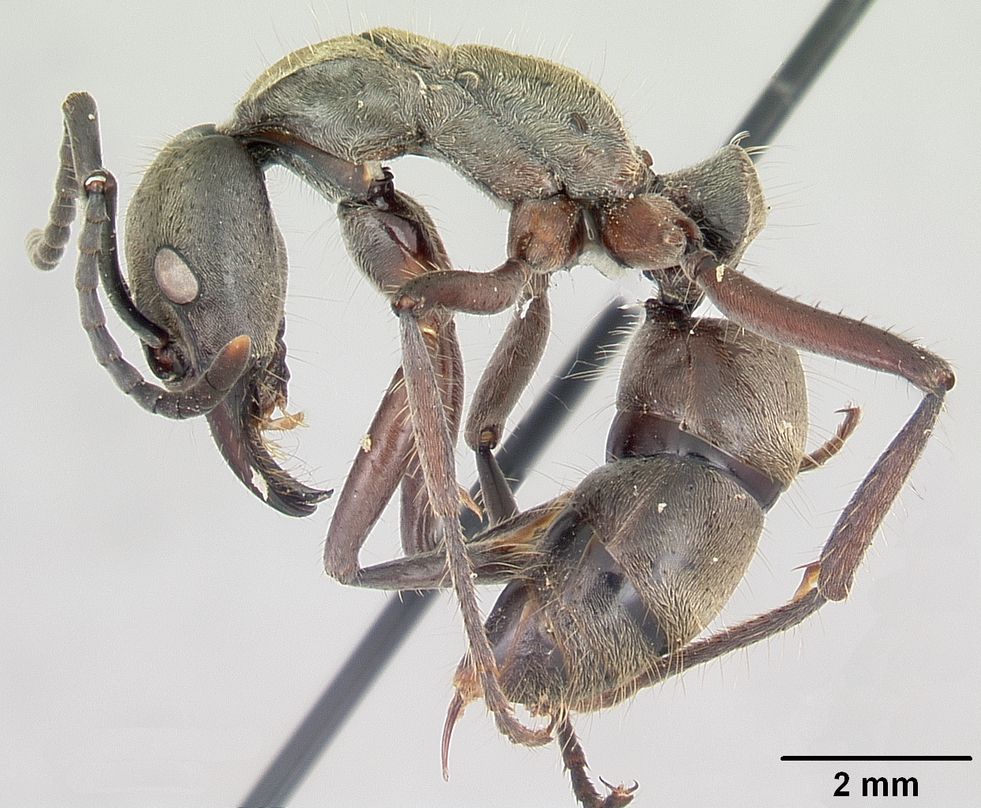
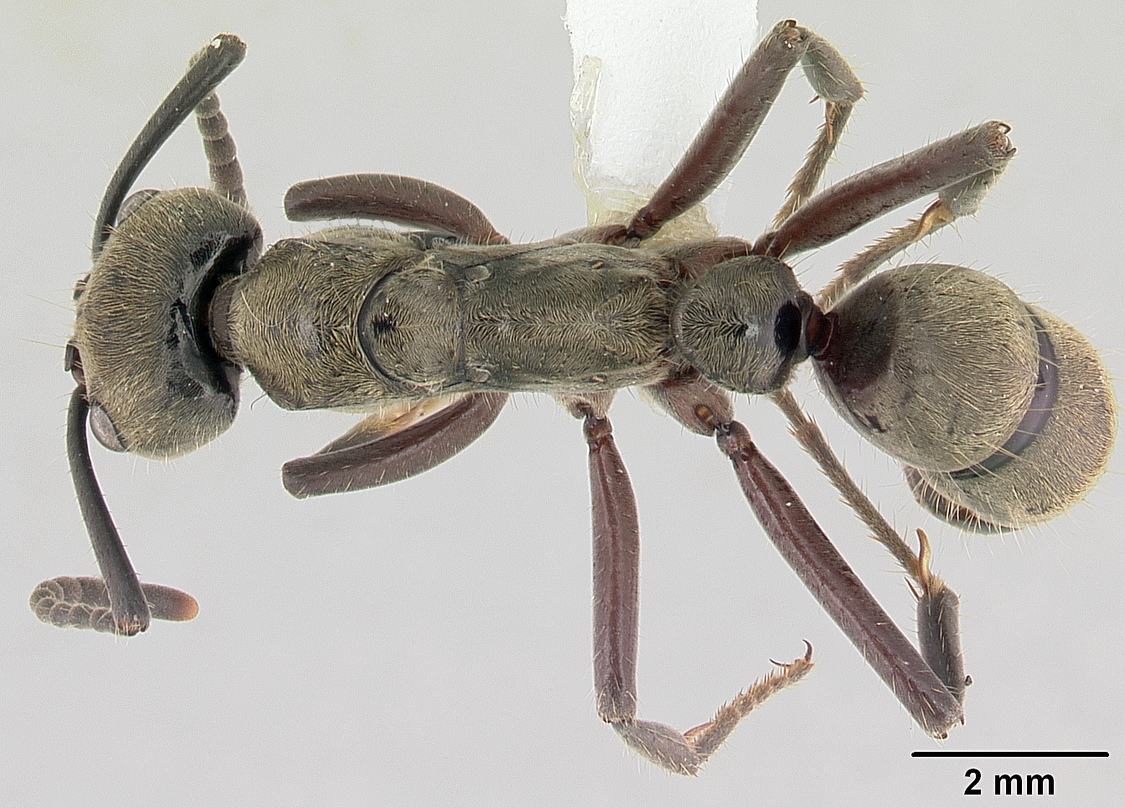
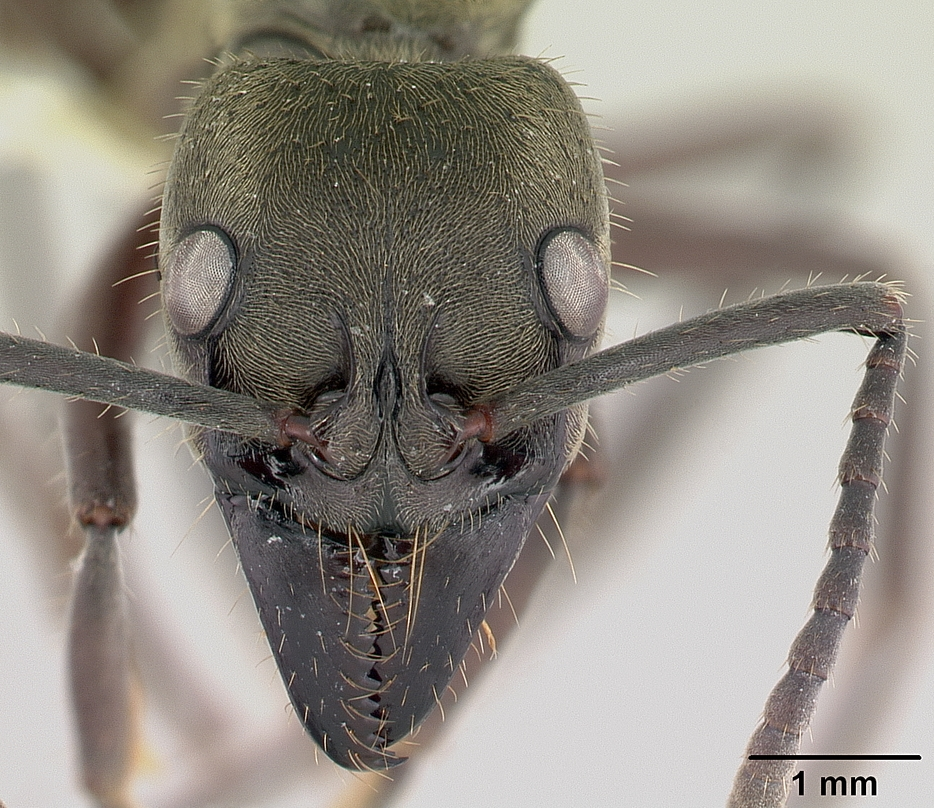